# Franz Karl Fürer
Franz Karl Fü(h)rer (* 9. November 1776 in Elpersheim; † 1. März 1825 in Köln) war ein preußischer Polizeidirektor und kommissarischer Landrat des Landkreises Prüm.

## Leben und Herkunft
Nach Ende seiner schulischen Ausbildung absolvierte er ein Studium der Rechtswissenschaften. Zunächst wurde er Justizkommissar, sowie Justizamtmann, bevor er Oberpolizeikommissar in Stuttgart wurde. Im Anschluss war er Polizeidirektor des Saardepartements in Trier. 1815 wurde er Kompangiechef der Landwehr und von 1817 bis 1819 war er auftragsweise Verwalter des Landkreises Prüm. Zuletzt war er noch Polizeidirektor von Düsseldorf, wo er in den Ruhestand versetzt wurde.

## Familie
Fürer war vor 1811 mit Luise, geborene Schweikard, verheiratet.